# 廣永遼太郎
廣永 遼太郎（ひろなが りょうたろう、1990年1月9日 - ）は、東京都田無市（現：西東京市）出身のプロサッカー選手。関東サッカーリーグ・tonan前橋所属。ポジションはゴールキーパー（GK）。

## 来歴
4歳の時にサッカーを始める。
JACPA東京FCの先輩である中野遼太郎や吉本一謙に勧められ、中学からFC東京U-15に加入。以後、FC東京の下部組織で活躍。同期の田端信成とは激しいポジション争いを演じた。他の同期には大竹洋平、椋原健太、丸山祐市、岡田翔平、田中奏一、宮阪政樹、井澤惇、加藤淳也らがいた。
また、U-17ワールドカップを目指す日本代表では、吉田智志、原裕太郎、大畑拓也などとの争いを制し、一貫してレギュラーを確保。2006年のAFC U-17選手権準々決勝のイラン戦では、12人目までもつれたPK戦 を好セーブで乗り切り 同大会12年ぶりの優勝に貢献。翌2007年開催のU-17ワールドカップでは劣勢を凌ぎ切れず、グループリーグ敗退を喫した。
2008年より大竹、椋原と共にトップチームへ昇格を果たしたが、直後に横河武蔵野FC（現：東京武蔵野シティFC）に期限付き移籍をした。横河武蔵野の練習のない日にはFC東京の練習に参加し、FC東京公式ウェブサイト内の選手ダイアリーに執筆をするなど、両クラブの理解によりフレキシブルな形で1年を過ごし、経験値を高めた。
2009年FC東京に復帰。シーズン開幕前のキャンプでは、前年までの正GKだった塩田仁史の離脱などによって、主力組に抜擢されることもあったが、この好機を掴めず、リーグ戦3試合、カップ戦2試合にベンチ入りするに留まった。
同年8月よりJ2・ファジアーノ岡山に期限付き移籍。2010年J2第26節北九州戦でJリーグデビュー。期限付き移籍期間満了により同年限りで退団。
2011年よりFC東京へ復帰。2013年からは日本プロサッカー選手会支部長を担当。
2014年8月、カターレ富山へ期限付き移籍。同月24日のJ2第28節熊本戦で4年ぶりの公式戦出場を果たした。
2015年、サンフレッチェ広島へ完全移籍。
15年、16年とリーグ戦出場は無かったが、2017シーズンの開幕戦にて先発に抜擢され、加入後初出場を果たした。しかしその後は正GKの林卓人と中林洋次が白熱するポジション争いをする中で割って入ることは出来ず、最終的には第3GKとなった。
2021年、ヴィッセル神戸へ完全移籍。飯倉大樹が怪我で離脱していたこともあって第2GKとしてベンチ入りを続け、ルヴァンカップ第2節・FC東京戦で加入後初出場を果たした。飯倉復帰後は試合メンバーから外れるも、7月17日に行われたセレッソ大阪戦にて先発出場していた飯倉が負傷。後半13分に途中出場で加入後J1初出場を果たした。正GKの前川黛也と飯倉が怪我で離脱したこともあり、同月21日のガンバ大阪戦ではスタメン出場し、自身のJ1リーグ戦における初勝利をあげた。結果この年はリーグ戦先発1試合途中出場1試合の合計2試合に出場した。
2024年4月5日、関東サッカーリーグ・tonan前橋へ加入することが発表された。

## 所属クラブ
- 1996年 - 2001年 JACPA東京FC (西東京市立上向台小学校)[1]
- 2002年 - 2004年 FC東京U-15 / FC東京U-15深川[注 1] (西東京市立田無第一中学校)[1]
- 2005年 - 2007年 FC東京U-18 (東京都立田無高等学校)[1]
- 2008年 - 2014年  FC東京
  - 2008年3月 - 同年12月  横河武蔵野FC (期限付き移籍)
  - 2009年8月 - 2010年  ファジアーノ岡山FC (期限付き移籍)
  - 2014年8月 - 同年12月  カターレ富山 (期限付き移籍)
- 2015年 - 2020年  サンフレッチェ広島F.C
- 2021年 - 2023年  ヴィッセル神戸

## 個人成績
| 国内大会個人成績 | 国内大会個人成績 | 国内大会個人成績 | 国内大会個人成績 | 国内大会個人成績 | 国内大会個人成績 | 国内大会個人成績 | 国内大会個人成績 | 国内大会個人成績 | 国内大会個人成績 | 国内大会個人成績 | 国内大会個人成績 |
| 年度             | クラブ           | 背番号           | リーグ           | リーグ戦         | リーグ戦         | リーグ杯         | リーグ杯         | オープン杯       | オープン杯       | 期間通算         | 期間通算         |
| 年度             | クラブ           | 背番号           | リーグ           | 出場             | 得点             | 出場             | 得点             | 出場             | 得点             | 出場             | 得点             |
| 日本             | 日本             | 日本             | 日本             | リーグ戦         | リーグ戦         | リーグ杯         | リーグ杯         | 天皇杯           | 天皇杯           | 期間通算         | 期間通算         |
| ---------------- | ---------------- | ---------------- | ---------------- | ---------------- | ---------------- | ---------------- | ---------------- | ---------------- | ---------------- | ---------------- | ---------------- |
| 2008             | FC東京           | 34               | J1               | 0                | 0                | -                | -                | -                | -                | 0                | 0                |
| 2008             | 横河武蔵野       | 31               | JFL              | 0                | 0                | -                | -                | -                | -                | 0                | 0                |
| 2009             | FC東京           | 31               | J1               | 0                | 0                | 0                | 0                | -                | -                | 0                | 0                |
| 2009             | 岡山             | 47               | J2               | 0                | 0                | -                | -                | 0                | 0                | 0                | 0                |
| 2010             | 岡山             | 47               | J2               | 5                | 0                | -                | -                | 0                | 0                | 5                | 0                |
| 2011             | FC東京           | 21               | J2               | 0                | 0                | -                | -                | 0                | 0                | 0                | 0                |
| 2012             | FC東京           | 21               | J1               | 0                | 0                | 0                | 0                | 0                | 0                | 0                | 0                |
| 2013             | FC東京           | 21               | J1               | 0                | 0                | 0                | 0                | 0                | 0                | 0                | 0                |
| 2014             | FC東京           | 21               | J1               | 0                | 0                | 0                | 0                | 0                | 0                | 0                | 0                |
| 2014             | 富山             | 41               | J2               | 11               | 0                | -                | -                | -                | -                | 11               | 0                |
| 2015             | 広島             | 21               | J1               | 0                | 0                | 0                | 0                | 0                | 0                | 0                | 0                |
| 2016             | 広島             | 21               | J1               | 0                | 0                | 0                | 0                | 0                | 0                | 0                | 0                |
| 2017             | 広島             | 21               | J1               | 1                | 0                | 3                | 0                | 1                | 0                | 5                | 0                |
| 2018             | 広島             | 21               | J1               | 0                | 0                | 0                | 0                | 0                | 0                | 0                | 0                |
| 2019             | 広島             | 21               | J1               | 0                | 0                | 0                | 0                | 1                | 0                | 1                | 0                |
| 2020             | 広島             | 21               | J1               | 0                | 0                | 0                | 0                | -                | -                | 0                | 0                |
| 2021             | 神戸             | 32               | J1               | 2                | 0                | 1                | 0                | 0                | 0                | 3                | 0                |
| 2022             | 神戸             | 32               | J1               | 0                | 0                | 0                | 0                | 0                | 0                | 0                | 0                |
| 2023             | 神戸             | 32               | J1               | 0                | 0                | 0                | 0                | 0                | 0                | 0                | 0                |
| 通算             | 日本             | 日本             | J1               | 3                | 0                | 4                | 0                | 2                | 0                | 9                | 0                |
| 通算             | 日本             | 日本             | J2               | 16               | 0                | -                | -                | 0                | 0                | 16               | 0                |
| 通算             | 日本             | 日本             | JFL              | 0                | 0                | -                | -                | -                | -                | 0                | 0                |
| 総通算           | 総通算           | 総通算           | 総通算           | 19               | 0                | 4                | 0                | 2                | 0                | 25               | 0                |

| 国際大会個人成績 | 国際大会個人成績 | 国際大会個人成績 | 国際大会個人成績 | 国際大会個人成績 |
| 年度             | クラブ           | 背番号           | 出場             | 得点             |
| AFC              | AFC              | AFC              | ACL              | ACL              |
| ---------------- | ---------------- | ---------------- | ---------------- | ---------------- |
| 2012             | FC東京           | 21               | 0                | 0                |
| 2016             | 広島             | 21               | 0                | 0                |
| 2019             | 広島             | 21               | 0                | 0                |
| 2022             | 神戸             | 32               | 0                | 0                |
| 通算             | AFC              | AFC              | 0                | 0                |

- Jリーグ初出場 - 2010年9月19日 Jリーグ ディビジョン2第26節 vs ギラヴァンツ北九州 (本城)

## タイトル
- パリ国際大会 ベストイレブン／ベストGK賞 (2003年[20])
- クラブユース選手権U-15 優勝 (2003年[3])
- AFC U-16選手権 優勝 (2006年[3])
- Jリーグユース選手権大会 (2007年)
- J1リーグ (2015年)
- J2リーグ (2011年)
- 天皇杯全日本サッカー選手権大会 (2011年)
- J1リーグ（2023年）

## 代表歴
- 2005年 U-15日本代表 - 豊田国際ユースサッカー大会 (チーム事情により離脱)、AFC U-17選手権予選、ディズニーアディダスカップ
- 2006年 U-16日本代表 - 豊田国際ユースサッカー大会 (準優勝)、AFC U-17選手権・シンガポール大会 (優勝)
- 2007年 U-17日本代表 - コパ・チーバス (4位)、FIFA U-17ワールドカップ・韓国大会 (グループリーグ敗退)
- 2009年 U-20日本代表 - アルクディア国際ユーストーナメント (チーム事情により離脱)